# K.P. Brehmer
KP Brehmer (Berlín, Alemania, 1938 – Hamburgo, Alemania, 1998) fue un artista y profesor universitario alemán. Estudió en la Academia de Arte de Düsseldorf y en 1963 formó parte del estudio de Stanley William Hayter. Fue profesor de la Hochschule für Bildende Künste d' Hamburg a partir del 1971, con una estancia como docente invitado en la Academia de Arte de Hangzhou (China) en 1987 y 1988. Hay una obra suya en el MACBA.